# 横須賀町 (愛知県)
横須賀町（よこすかまち）は、かつて愛知県知多郡にあった町。現在の東海市南部である。

## 歴史
現在の東海市横須賀町及び高横須賀町周辺は、往古から横須賀村であり、その横須賀村の伊勢湾に沿った浜辺が馬走瀬（まはせ）という地名であった。
- 1666年（寛文6年） - 尾張徳川家2代当主の徳川光友が潮湯治のために別邸（横須賀御殿）を築く。これに伴う周辺地域の整備とともに、馬走瀬に碁盤割りの町並みが造成された。
- 1675年（延宝3年） - 碁盤割の町並みが馬走瀬から濱横須賀へ改称した。この頃までに、横須賀村の本郷が上ゲ横須賀（あげよこすか）と呼ばれるようになった。
- 1715年（正徳5年） - 嵐により横須賀御殿の建物が大破。復旧しがたく、当時は使用されておらず取り壊す。ただし、御亭（おちん）と呼ばれる海を臨む建物は残される[1]。御亭および御殿の敷地は江戸時代を通して残され、藩主の宿泊・休憩施設[2]として利用された。（御亭は明治初年に嵐により倒壊[3]）
- 1752年（宝暦2年） - 少なくともこの頃までに濱横須賀が町方（又は横須賀町方）とも呼ばれるようになった。
- 1779年（安永8年） - 少なくともこの頃までに上ゲ横須賀が高横須賀とも呼ばれるようになった。また、町方が単に横須賀とも呼ばれるようになった。
- 1783年（天明3年） - 横須賀御殿跡地に知多郡の西浦一帯の73ヶ村を管轄する横須賀代官所が設置された。
- 1805年（文化2年） - 横須賀代官所が廃止となった（なお、横須賀村は、知多郡及び愛知郡の一部と三河国の尾張徳川家領分を管轄する鳴海代官所の支配となり、代官所は鳴海村に設置された。）。ただし、横須賀代官所跡地には陣屋が残されていた。
- 1811年（文化11年） - 横須賀代官所が再設置された。
- 1868年（慶応4年） - 横須賀代官所が廃止され、同所に南部総管所が設置された。
- 1869年（明治2年） - 版籍奉還により名古屋藩支配となった。南部総管所が廃止され、同所に名古屋藩出張所が設置された。
- 1871年（明治4年）7月14日 - 廃藩置県により名古屋藩が名古屋県となり、名古屋藩出張所が名古屋県出張所となった。
- 1871年（明治4年）11月12日 - 名古屋県から額田県へ分割編入するとともに大区小区制を実施。名古屋県出張所が廃止され、同所に額田県支庁及び第一大区（知多郡）会所が設置された。また、高横須賀及び町方（横須賀）に、それぞれ戸長が置かれた。
- 1872年（明治5年）11月27日 - 額田県が愛知県へ編入したことに伴い、額田県支庁が廃止され、第一大区（知多郡）会所は第七大区（知多郡）会所となった。
- 1876年（明治9年）8月21日 - 愛知県の大小区の区割改正に伴い、第七大区会所が廃止され、同所に第七区（知多郡の北半分）会所が設置された。
- 同年 - 地租改正にあたり、藪村（現・東海市養父町）と合併。合併当初は龍岡村と称したが、同年中に横須賀村へ改称した。
- 1878年（明治11年）12月27日 - 郡区町村編制法施行により大区小区制廃止となり、知多郡の管轄となる。これに伴い、第七区会所は廃止された(なお、知多郡役所は知多郡半田村に設置された。)。
- 1882年（明治15年）9月20日 - 横須賀村の高横須賀地区が高横須賀村、旧・藪村が養父村として分村し、横須賀村の旧・町方地区が横須賀村として独立した。
- 1889年（明治22年）10月1日 - 町村制施行により（旧）横須賀町が発足し、大字横須賀字四ノ割47に（旧）横須賀町役場を設置した[4]。また、これに伴い、戸長を廃止し町長を置いた。
- 1906年（明治39年）5月1日 - （旧）横須賀町、高横須賀村、養父村、大田村、加木屋村が新設合併して横須賀町が発足した。（旧）横須賀町役場を横須賀町役場として使用した。
- 1910年（明治43年）- 天宝新田地区が干拓にて築立した。
- 1923年（大正12年）4月1日 - 郡制が廃止となった。
- 1936年（昭和11年） - 扇島地区の埋め立てが完成した。
- 1940年（昭和15年）1月1日 - 旧愛知県会議事堂の払下げを受け移築し、横須賀町役場を大字横須賀字狐塚11番地に移転した[5][6]。
- 1954年（昭和29年）11月19日 - 横須賀町役場が火災にて焼失。仮役場として旧県立横須賀高等学校校舎を使用した。
- 1956年（昭和31年）5月11日 - 焼失した場所に横須賀町役場を新築し、開庁した。
- 1958年（昭和33年）6月 - 元浜地区の埋め立てが完成した。
- 1969年（昭和44年）4月1日 - 上野町と合併して東海市が発足、同日横須賀町廃止。

## 町長
- 久野尊資

## 教育
- 横須賀町立横須賀中学校　（現・東海市立横須賀中学校）
- 横須賀町立横須賀小学校　（現・東海市立横須賀小学校）
- 横須賀町立加木屋小学校　（現・東海市立加木屋小学校）

## 交通

### 鉄道
- 名古屋鉄道常滑線
  - 太田川駅・尾張横須賀駅
- 名古屋鉄道河和線
  - 高横須賀駅・加木屋駅[注釈 1]・南加木屋駅・八幡新田駅
- 名古屋臨海鉄道
  - 南港駅

### 道路
- 一般国道247号

## 郵便
- 郵便局 - 横須賀郵便局（現・東海南郵便局）
- 現在の東海市で、市外局番が0562の区域は旧横須賀町の地域である。現在でも単位料金区域 (MA) の名称に「尾張横須賀」の名前が使われている。

## 名所・旧跡

### 寺社
- 観福寺
- 弥勒寺
- 長源寺
- 普済寺
- 玉林斉
- 安楽寺
- 天尾神社
- 大宮神社 - 大田まつりを開催。
- 諏訪神社
- 熊野神社
- 愛宕神社 - 尾張横須賀まつりを開催。
- 熱田神社

### 名勝
- 横須賀御殿跡・加家の湊跡
- 大宮神社の大楠
- ニノ掛地蔵
- 横須賀公園
- 琴弾松
- 小玉姫祠

## 天災
記録に残る江戸時代の横須賀町方における天災を記す。
- 火事：1732年（享保17年） 4月3日 - 夜4つ半ごろ出火し家16軒と物置3件、合計19軒を焼く[2]
- 火事：同　　　　　　　　 11月20日 - 大火事。夜9つ時に出火、合計83軒を焼く[2]（寛保元年の宗門改[7]では横須賀町方の家数は275軒であることから、町の約1/3を焼く大火事であることがわかる）。
- 火事：1734年（享保19年）12月16日 - 家14軒と物置3件、合計17軒を焼く[2]。
- 火事：1735年（享保20年） 8月15日 - 未遂。近所が気付いたことにより火事にならずに済む。原因は、火元の百姓 善八が朝、鍋に火をかけたまま出掛けたことにより、釜の火が炊き付け用の菰に引火したため[2]。
- 大風：1736（享保21年）　 3月4日 - 雷鳴とともに大雨、また、ひょう、あられが積もる。鈴鹿方面より竜巻が起こる[7]。
- 火事：1739年（元文4年） 2月26日 - 昼9つ半時、茅葺の家から出火。原因は、住人の又兵衛が畑に耕作、妻は実家に帰省中のところ、又兵衛の母が昼食後、囲炉裏の火を残したまま水を汲むためその場を離れたところ、そばにあった薪に引火したため[2]。
- 大風：1744年（延享元年）8月10日 - 朝より東風吹く。昼8つ半より雷と大雨、その後、佐布里村方面からの大風（竜巻か）により横須賀御殿敷地内外の松が250本折れる[2]。